# Плазмена антена
Плазмена антена е вид радио антена, в която вместо метални проводници за приемане и предаване на радиовълни, се използва йонизиран газ – плазма. Идеята за подобен вид антена е патентована от Дж. Хеттингер през 1919 година. Първите образци, на такива антени, са работели с газоразрядни и вакуумни електронни лампи. Години по-късно, се създават и първите силициеви плазмени антени, изградени от силициеви микроелектронни схеми. Тези антени се появяват през 2010 г. и са разработка на Лабораторията за плазмени антени в Уинчестър. Предаваните честоти, с подобни антени, са над 1GHz. Газова плазмена йонизация, осъществяваща се в плазмена антена, която за разлика от обикновения газ има доста висока електрическа проводимост, значително повишава качеството на предаване на радиосигнала. На практика тя е идеален източник на високочестотен сигнал, подобна на диполна антена.

## Класификация

### По метода на плазменото образуване и възбуждане
- антени в газоразрядни тръби;
- експлозивни плазмени антени (VPA);
- атмосферни плазмени канали;
- плазмени силициеви (твърдо състояние) антени (PKA);
- с плазмен отражател на базата на разряд, движещ се по повърхността на диелектрика;

По тип антенни устройства:
- плазмени асиметрични вибраторни антени (диполи – PND);
- плазмени „интелигентни“ антени (плазмени антенни решетки – PAR);
- плазмени антени за прозорци (направляващи антени);
- плазмени вълнообразни антени (PSCA);
- антени с плазмени отражатели (рефлектори).